# Azatrephes transiens
Azatrephes transiens är en fjärilsart som beskrevs av Adalbert Seitz 1922. Azatrephes transiens ingår i släktet Azatrephes och familjen björnspinnare. Inga underarter finns listade i Catalogue of Life.